# Odyssea
Odyssea és un gènere de plantes de la subfamília de les cloridòidies, família de les poàcies. És originari de les regions costaneres del Mar Roig i del sud-oest d'Àfrica tropical.
Fou descrit per Otto Stapf i publicat a Hooker's Icones Plantarum 31: t. 3100. 1922. L'espècie tipus és: Odyssea paucinervis (Nees) Stapf 

## Etimologia
Nom que al·ludeix a la "odissea" d'aquesta planta a través de diferents classificacions taxonòmiques de gramínies (en haver estat inclosa, en un moment o un altre, en nou gèneres diferents).

## Taxonomia
A continuació es brinda un llistat de les espècies del gènere Odyssea acceptades fins a abril de 2014, ordenades alfabèticament. Per a cadascuna s'indica el nom binomial seguit de l'autor, abreujat segons les convencions i usos.
- Odyssea jaegeri   (Pilg.) Robyns i Tournay
- Odyssea mucronata   (Forssk.) Stapf
- Odyssea paucinervis  (Nees) Stapf